# Corallofungus hatakeyamanus
Corallofungus hatakeyamanus är en svampart som beskrevs av Kobayasi 1983. Corallofungus hatakeyamanus ingår i släktet Corallofungus och familjen Hydnaceae.   Inga underarter finns listade i Catalogue of Life.